# تنصر إنجلترا الأنجلوسكسونية
كان تنصّر إنجلترا الأنجلوسكسونية عملية امتدت على مدى القرن السابع الميلادي. كان التحول إلى المسيحية نتيجةً للإرسالية الغريغورية عام 597 التي انضمت إليها جهود الإرسالية الأيرلندية الأسكتلندية في العقد الرابع من القرن السابع. بعد القرن الثامن، صارت الإرسالية الأنجلوسكسونية أداةً في تحوّل شعوب مملكة الفرنجة إلى المسيحية.
كان الملك آذلبرت الكنتي أول ملك قبل التعميد في نحو عام 601. ثم تبعه سايبرت الإسكسي وريدوالد ملكا شرق أنجليا عام 604. ولكن بعد موت آذلبرت وسايبرت عام 616، خلفهما أبناء وثنيون يكرهون المسيحية فطردوا بعثات التبشير وشجّعوا رعيّتهم على العودة إلى الوثنية. لم تستمر المسيحية إلا مع ريدوالد، الذي استمر في عبادة آلهة وثنية إلى جانب المسيح.
أول مطارنة كانترباري في النصف الأول من القرن السابع كانوا أعضاء البعثة التبشيرية الغريغورية. أول سكسوني محلّي رُسم مطرانًا هو ديوسديديت الكانترباري، عام 655. أما أول أسقف أنجلوسكسوني فكان إذامار، رُسّم أسقف روتشستر في 644.
كانت النقلة التالية للمسيحية عام 655 حين قُتل الملك بندا في معركة وينويد وأصبحت مرسيا مسيحية رسميًّا للمرة الأولى في تاريخها. سمح موت بندا أيضًا لسينوال الوسكسي المنفي أن يعود من نفيه إلى وسكس، وهي مملكة قوية أخرى صارت مسيحية. بعد عام 655، لم يبقَ إلأا سسكس وجزيرة وايت وثنيّتين علنًا، مع أن وسكس وإسكس كلاهما نصّبتا ملوكًا وثنيين بعد ذلك. عام 686، قُتل أروالد، آخر ملك وثني معلن لوثنيته في معركة، ومنذ ذلك الحين صار كل الملوك الأنجلوسكسونيين مسيحيّين ولو بالاسم فقط (مع أن دين الملك كيدوالا الذي حكم وسكس حتى عام 688 لم يزل غير واضح).
أصبحت الوثنية الباقية بين عموم الشعب الإنجليزي الفلكلور الإنجليزي.

## خلفية
كانت المسيحية حاضرة في بريطانيا الرومانية على الأقل في القرن الثالث، إذ أدخلها إليها التجار والمهاجرون والجنود، وإن كان الراجح أن معظم الجنود كانوا لا يزالون حينذاك أتباعًا للميثرائية. يبدو أن مراسيم دقلديانوس القمعية الصادرة عام 303، لم يطبقها قسطنطين كلورس داخل أراضيه بالإكراه. عام 313، أصدر ابنه قسطنطين، إمبراطور الغرب وإمباراطور ليسينيوس مرسوم ميلان، سامحًا باعتناق المسيحية في الإمبراطورية. في السنة التالية حضر ثلاثة أساقفة من بريطانيا مجمع آرلس. وهؤلاء الثلاثة هم: إبوريوس الإبوراكومي، وريستيتيوتس اللندنيومي، وأديلفيوس، ولا يعرَف مُقام هذا الأخير كان في أي أرض. يشير وجود هؤلاء الأساقفة الثلاثة أن المجتمع المسيحي البريطاني كان من أوائل القرن الرابع قد نظّم نفسه على أساسٍ ديني، وكان له نظام أسقفي خاص، واستقلال عن كنيسة الغال. في نحو عام 429، طلب أساقفة بريطانيا مساعدة من الأساقفة في الغال في التعامل مع الهرطقة البيلاجيانية. أُرسل أسقف ترويس، جرمانس الأكسري واللوبوسي. وفي خلال وجوده في بريطانيا، قيل إن جرمانس قاد البريطونيين إلى النصر ضد الغزاة البيكتيين والسكسونيين، في منطقة جبلية قرب نهر، يُقال إنها مولد في شمال ويلز.

## كنت 588-640
- 588: آذلبرت الكنتي يتزوج بيرثا

عام 595، عندما قرر الأب غريغوري الأول أن يرسل بعثة تبشير لينصّر الأنجلوسكسونيين، كان آذلبرت هو الذي يحكم عرش مملكة كنت. تزوج آذابرت أميرة مسيحية تسمّى بيرثا قبل عام 588، وربما قبل عام 560. كانت بيرثا ابنتة تشاريبرت الأول، وهو من الملوك الميروفنجيين للفرنجة. وكان من شروط تزويجها أن يأتي معها أسقف يسمّى ليوذارد ليكون قسيس قصرها. رُمّمت حينذاك كنيسة في كانترباري تعود إلى العهد الروماني، لعلّها هي كنيسة القديس مارتن الموجودة اليوم. كان آذلبرت حينذاك وثنيًّا، ولكنه أتاح لزوجت حرية العبادة. لا يبدو أن ليوذارد بشّر كثيرًا بين الأنجلوسكسونيين، ولولا اكتشاف قطعة نقد ذهبية كتب عليها ليوداردس إبس (إبس اختصار لكلمة إبيسكوبس، لاتينية كلمة أسقف)، لكان وجوده موضع شك. يروي أحد كتاب سيرة بيرثا أن الملك آذلبرت عندما تأثر بزوجته، أرسل إلى البابا غيرغوري ليرسل إليه بعثات تبشيرية. لكن المؤرخ إيان وود يرى أن المبادرة كانت من القصر الكنتي والملكة.

### 597: وصول الإرسالية الغريغورية
حطت الإرسالية رحالها في كنت عام 597، وحققت نجاحًا أوليًّا سريعًا: سمح آذلبرت لبعثات التبشير أن تقطن وتعِظ في عاصمته، حيث استعملوا كنيسة القديس مارتن، وأصبحت هذه الكنيسة الكرسي الأسقفي. لم يشر بيد ولا غريغوري إلى تاريخ تنصّر آذلبرت، ولكنه كان غالبا عام 597. في المرحلة القروسطية الأولى، كان تحوّل الملك عن دينه يقتضي عادةً تحولًا كبيرًا بين أتباعه، وقد كان في السنة الأولى للبعثة التبشيرية في كنت متحولون كثيرون إلى المسيحية. بحلول عام 601، صار غريغوري يكتب إلى آذلبرت وزوجته كليهما، ويسمّي الملك ابنه ويشير إلى تعمّده. ولكن روايةً قروسطية متأخرة، سجلها في القرن الخامس عشر المؤرخ توماس إلمام، تجعل تاريخ تحول الملك في يوم الأحد، 2 يونيو عام 597، ما من سبب يجعلنا نشك في هذا التاريخ، ولكن ما من دليل يدل على صحته. تشير رسالة من غريغوري إلى البطريرك إيولوغيوس الإسكندري في يونيو 598 إلى عدد من المتنصرين ولكنها لا تشير إلى أي تعميد للملك عام 597، وإن كان من الظاهر أن الملك كان قد أتم تحوّله بحلول عام 601. يرجح أن التعميد الملكي كان في كانترباري، ولكن بيد لا يشير إلى مكانه.
لا يُعرَف على وجه اليقين سبب تحول آذلبرت إلى المسيحية. يقترح بيد أن الملك لم يتنصّر إلا لأسباب دينية صارمة، ولكن معظم المؤرخين الجدد يرون دوافع أخرى خلف قرار آذلبرت. وإذا علمنا علاقات كنت العميقة بالغال، فقد يكون تعمّد الملك آذلبرت وسيلة يريد بها تحسين علاقاته مع الممالك الميروفنغية، أو ليشابه الممالك الأخرى الموجودة في الغال. ومما يؤخذ بعين الاعتبار أيضًا أساليب الإدارة الجديدة التي تبعت التحول، التي أدخلتها الكنيسة أو الممالك المسيحية الأخرى.
تدل الأدلة التي ساقها بيد على أن الملك آذلبرت وإن كان شجّع التنصّر، فإنه لم يستطع أن يقنع رعيته بالمسيحية. وفي رأي المؤرخ آر. إيه. ماركوس أن وجود الوثنية في المملكة اقتضى أن يعتمد الملك على وسائل عير مباشرة منها الرعاية الملكية والصداقة لحماية المسيحيين الجدد. ظهر هذا لماركوس بسبب الطريقة التي وصف بها بيد جهود الملك فب تنصير أتباعه، إذ حين كان يتنصر واحد منهم، كان «ينبسط لتنصره»، و«يكنّ للمؤمنين ودًّا كبيرًا».

## جزيرة وايت 661-686
- 661: ولفير المرسيائي يغزو الجزيرة، ويعمّد أهلها قسرًا
- 661: يخرج ولفير من الجزيرة، ويعود أهل الجزيرة إلى وثنيتهم
- 686: يغزو كيدوالا الوسكسي الجزيرة ويُجلي سكانها ويضمها إلى مملكته

أُكره الجوتيون في جزيرة وايت على التعميد عندما غزاهم ولفير عام 661. عندما عاد ولفير إلى مرسيا، ترك خلفه الكاهن إيوبا في وايت، ولكن هذا الكاهن لم يستطع أن يوقف ارتداد أهل الجزيرة إلى الوثنية الصريحة. بقيت الجزيرة وثنية حتى عام 686 إذ غزاها المسيحي كيدوالا الوسكسي. قُتل ملكهم الوثني أروالد في المعركة، وعُمّد ورثته ثم أُعدموا. ويُزعَم أن معظم الشعب الوثني أبيد وحل محله السكسونيون المسيحيون الغربيون. أُجبر الباقون منهم على التعميد وعلى اللهجة السكسونية الغربية، وصارت جزيرة وايت جزءًا من مملكة وسكس. كان الملك أروالد آخر الملوك الإنجليزيين الذين ماتوا على الوثنية.